# Carga do elétron
A carga do elétron é exatamente -1,602 176 634 × 10−19 C, que é o mesmo valor da carga do próton, porém de sinal contrário. Essa diferença de sinais (negativo para os elétrons e positivo para os prótons) é apenas uma convenção que serve para indicar que possuem cargas (apesar de numericamente iguais) de natureza oposta.

## Histórico
Foi medido primeiramente na famosa experiência da gota de óleo de Robert Andrews Millikan em 1909; a carga do elétron é considerada indivisível. O grande mérito de Millikan foi usar em sua experiência gotas de óleo, uma vez que outros experimentos semelhantes já haviam sido feitos porém com gotas de água que evaporam (muito) mais rápido do que gotas de óleo, alterando rapidamente a massa da partícula (gota) analisada, o que não acontece com a gota de óleo.
Acredita-se que os quarks, propostos primeiramente nos anos 1960, tenham cargas elétricas fracionárias (nas unidades de e/3), mas para existir somente nas partículas com uma carga inteira. Nunca foram detectados quarks sozinhos. Em 1982 Robert Laughlin tentou explicar o valor fracionário usando o efeito Hall, predizendo a existência de quase partículas fracionárias carregadas. Em 1995, a carga fracionária de quase partículas de Laughlin foi medida diretamente em um eletrômetro na universidade Universidade Stony Brook, Nova Iorque. Em 1997, dois grupos de físicos no Instituto Weizmann de Ciência em Rehovot, Israel, e no Commissariat à l'Énergie Atomique perto de Paris, reivindicaram ter detectado tais quase partículas carregadas em uma corrente elétrica.[carece de fontes?]